# Embaixada da China em Brasília
A Embaixada da China em Brasília é a principal representação diplomática da República Popular da China no Brasil. O atual embaixador é Yang Wanming, no cargo desde novembro de 2018.
Está localizada na Avenida das Nações em Brasília, na quadra SES 813, Lote 51, no Setor de Embaixadas Sul, na Asa Sul.

## História
Assim como outros países, a China recebeu de graça um terreno no Setor de Embaixadas Sul, medida que visa a instalação mais rápida das representações estrangeiras na nova capital, em 1974, quando as relações diplomáticas entre os países, rompidas desde o surgimento da República Popular da China, foram normalizadas. Os dois países abriram embaixadas nas capitais no período.
O atual embaixador do país é Yang Wanming, diplomata desde 1990, que foi embaixador no Chile e na Argentina antes de chegar ao posto no Brasil. Tido como discreto, chamou a atenção após responder políticos brasileiros em defesa de seu país nas redes sociais.

## Serviços

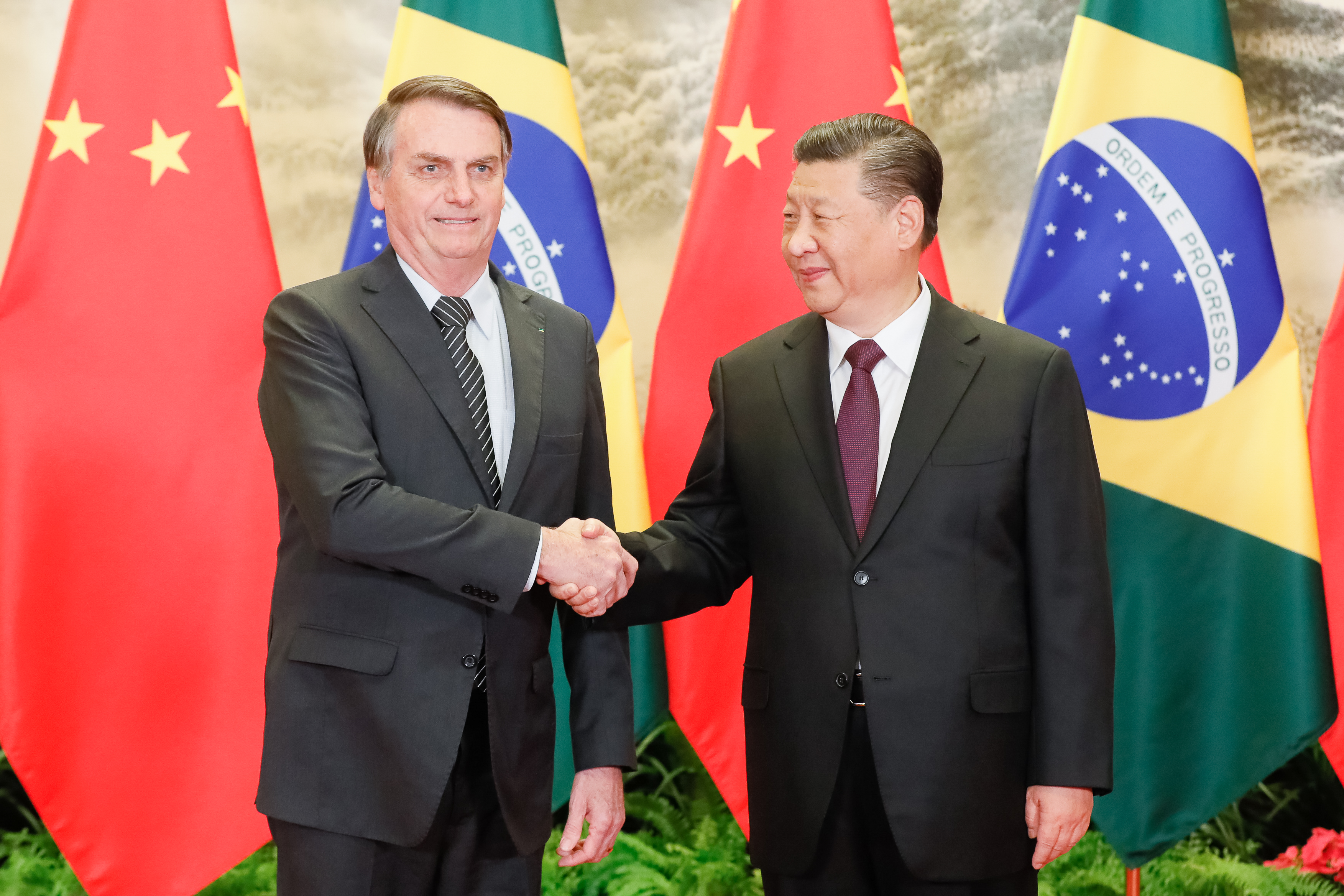
Os presidentes Xi Jinping e Jair Bolsonaro em Pequim, outubro de 2019

A embaixada realiza os serviços protocolares das representações estrangeiras, como o auxílio aos chineses que moram no Brasil e aos visitantes vindos de China e também para os brasileiros que desejam visitar ou se mudar para o país. A comunidade brasileira na China tem crescido, em especial de estudantes e pesquisadores.
Além da embaixada de Brasília, a China conta com mais três consulados gerais em São Paulo, no Rio de Janeiro e em Recife. Os chineses não tem consulados honorários.
Outras ações que passam pela embaixada são as relações diplomáticas com o governo brasileiro nas áreas política, econômica, cultural e científica. A China é um dos maiores investidores externos do Brasil e o principal parceiro comercial do país desde 2009. Os países mantém diversos projetos em áreas diversas como aeroespacial, nanotecnologia e energias renováveis - um deles é, por exemplo, o  Satélite Sino-Brasileiro de Recursos Terrestres. Isso não impediu o Brasil de criticar a China em diversos momentos por suas políticas, como na guerra cambial em 2010 ou em recentes atritos quanto a crise provocada pela pandemia de COVID-19, momentos onde a diplomacia chinesa no Brasil teve de trabalhar. No geral, no entanto, a relação entre os países é considerada boa.